# 竹内三賀男
竹内 三賀男（たけうち みかお、1923年（大正12年）9月15日 - 2014年（平成26年）6月5日）は日本の実業家、元旭食品社長。高知県高知市出身。旭食品元社長の竹内成雄は長男。

## 略歴
- 1923年（大正12年） - 旭食品の創業者である竹内寿亀の三男として生まれる。
- 1943年（昭和18年） - 中央大学専門部を卒業。
- 1949年（昭和24年） - 旭食品企業組合常務理事に就任。
- 1956年（昭和31年） - 株式会社に組織変更し、代表取締役専務に就任。
- 1976年（昭和51年） - 同社代表取締役副社長に就任。
- 1983年（昭和58年） - 同社代表取締役社長に就任。
- 1995年（平成7年） - 同社代表取締役副会長に就任。
- 2004年（平成16年） - 同社代表取締役相談役に就任。
- 2014年（平成26年）6月5日午後0時31分 - 老衰のため、東京都内の老人ホームで死去、90歳[1]。
- その他、日本青年会議所副会頭、高知市議会議長などを歴任した。

## 受章・受賞
- 1999年（平成11年） - 秋の叙勲で勲四等瑞宝章を受章。

## 参考
- 交詢社 第69版 『日本紳士録』 1986年